# Wayne Ferreira
Pour les articles homonymes, voir Ferreira.
Wayne Ferreira, né le 15 septembre 1971 à Johannesbourg, est un joueur de tennis sud-africain, professionnel de 1989 à 2005.
Durant sa carrière, il a remporté quinze titres en simple messieurs sur le circuit ATP, dont deux Masters 1000, à Toronto en 1996 et à Stuttgart en 2000. Il a également été finaliste à Indian Wells en 1993.
Ferreira fait partie des joueurs qui ont passé la barre des 500 victoires sur le circuit ATP et s'est qualifié à deux reprises pour les demi-finales de l'Open d'Australie, s'inclinant en 1992 contre Stefan Edberg (7-62, 6-1, 6-2) et en 2003 face à Andre Agassi (6-2, 6-2, 6-3).
Il fait partie du top dix mondial deux saisons consécutives, en 1995 et 1996, et atteint le 8 mai 1995 le meilleur classement de sa carrière à la sixième place. 
Egalement joueur de double, il a conquis onze titres dans cette spécialité, dont les Masters 1000 de Miami en 1991, Hambourg en 1995, Monte Carlo en 2000, Rome en 2001, et Indian Wells en 2001 et 2003. Il devient vice-champion olympique en 1992 lors des Jeux olympiques de Barcelone en 1992.
Il est l'un des rares joueurs à détenir un face à face positif contre le Suisse Roger Federer, et l'un des cinq joueurs qui ont le plus participé consécutivement aux tournois du Grand Chelem, avec 56 apparitions successives, entre 1991 et 2004.
En 2000, il remporte la Hopman Cup, associé à sa compatriote Amanda Coetzer.

## Biographie

### Débuts professionnels
Ferreira accède au circuit professionnel en 1989, après avoir été classé sixième joueur mondial en junior.

### Carrière professionnelle
Il remporte son premier titre ATP en 1992 à Londres au Tournoi du Queen's face au Japonais Shūzō Matsuoka (6-3, 6-4). Quelques mois plus tôt, il arrive à la surprise générale en demi-finale de l'Open d'Australie en battant notamment John McEnroe en quart de finale (6-4, 6-4, 6-4), mais s'incline face à Stefan Edberg (7-62, 6-1, 6-2). 
Cette même année, il obtient une médaille d'argent aux Jeux olympiques de Barcelone avec Piet Norval face à la paire allemande Boris Becker/Michael Stich. Il accède aux quarts de finale de l'US Open dans la foulée.
1993 est une année sans titres pour le sud-africain, mais il se rattrape la saison suivante, s'imposant dans cinq tournois, et en remporte quatre autres en 1995. En 1994, il se qualifie pour les quarts de finale de Wimbledon.
C'est en 1996 que Ferreira s'adjuge son premier grand titre, lors du Masters 1000 de Toronto, au terme duquel il domine Todd Woddbridge sur le score de 6–2, 6–4.
Ferreira ne parvient plus à briller en Grand Chelem, se faisant régulièrement écarter en première semaine. Il faudra attendre quatre ans pour qu'il domine à nouveau un tournoi de renom, lors du Masters 1000 de Stuttgart, où il défait l'australien Lleyton Hewitt en finale à l'issue d'un match trépidant, sur le score de 7–6(8–6), 3–6, 6–7(5–7), 7–6(7–2), 6–2.
Plus régulier en double messieurs, Ferreira remporte six Masters 1000 dans cette spécialité de 1991 à 2003. Il atteint également les demi-finales de Wimbledon en 1991 et 1994, mais aussi à l'US Open en 1994 et 2000.
En 2003, il réalise à nouveau un parcours remarquable lors de l'Open d'Australie, effaçant notamment l'Espagnol Juan Carlos Ferrero en quarts de finale, pour échouer à nouveau aux portes de la finale face à Andre Agassi. Le 4 août 2003, il remporte son dernier titre sur le Circuit ATP lors de la Mercedes-Benz Cup de Los Angeles, battant en finale l'Australien Lleyton Hewitt en trois sets (6-3, 4-6, 7-5).

### Retraite sportive
Après seize années passées sur le circuit professionnel, Ferreira annonce la fin de sa carrière le 1er septembre 2004.

### Reconversion
En quête d'un deuxième souffle, le croate Marin Čilić annonce le 16 juin 2019 qu'il va travailler avec Wayne Ferreira pendant la saison sur gazon 2019.

## Palmarès

### En simple messieurs
| 15 titres en simple | 0 G. Chelem | 0 G. Chelem | 0 G. Chelem | 0 G. Chelem | 0 Masters  | 0 Masters  | 0 Masters   | 0 Masters   | 2 Masters 1000 | 2 Masters 1000 | 2 Masters 1000 | 2 Masters 1000 | 1 ATP 500          | 1 ATP 500          | 1 ATP 500          | 1 ATP 500          | 12 ATP 250         | 12 ATP 250         | 12 ATP 250     | 12 ATP 250     | 0 JO           | 0 JO           | 0 JO           | 0 JO           |
| 15 titres en simple | 11 sur dur  | 11 sur dur  | 11 sur dur  | 11 sur dur  | 11 sur dur | 11 sur dur | 1 sur gazon | 1 sur gazon | 1 sur gazon    | 1 sur gazon    | 1 sur gazon    | 1 sur gazon    | 1 sur terre battue | 1 sur terre battue | 1 sur terre battue | 1 sur terre battue | 1 sur terre battue | 1 sur terre battue | 2 sur moquette | 2 sur moquette | 2 sur moquette | 2 sur moquette | 2 sur moquette | 2 sur moquette |

### En double messieurs
| 11 titres en double | 0 G. Chelem | 0 G. Chelem | 0 G. Chelem | 0 G. Chelem | 0 Masters | 0 Masters | 0 Masters   | 0 Masters   | 6 Masters 1000 | 6 Masters 1000 | 6 Masters 1000 | 6 Masters 1000 | 1 ATP 500          | 1 ATP 500          | 1 ATP 500          | 1 ATP 500          | 4 ATP 250          | 4 ATP 250          | 4 ATP 250      | 4 ATP 250      | 0 JO           | 0 JO           | 0 JO           | 0 JO           |
| 11 titres en double | 8 sur dur   | 8 sur dur   | 8 sur dur   | 8 sur dur   | 8 sur dur | 8 sur dur | 0 sur gazon | 0 sur gazon | 0 sur gazon    | 0 sur gazon    | 0 sur gazon    | 0 sur gazon    | 3 sur terre battue | 3 sur terre battue | 3 sur terre battue | 3 sur terre battue | 3 sur terre battue | 3 sur terre battue | 0 sur moquette | 0 sur moquette | 0 sur moquette | 0 sur moquette | 0 sur moquette | 0 sur moquette |

## Parcours dans les tournois duGrand Chelem

### En simple
| Année | Open d'Australie | Open d'Australie | Internationaux de France | Internationaux de France | Wimbledon       | Wimbledon       | US Open         | US Open       |
| ----- | ---------------- | ---------------- | ------------------------ | ------------------------ | --------------- | --------------- | --------------- | ------------- |
| 1990  | —                | —                | —                        | —                        | 2e tour (1/32)  | J. Aguilera     | —               | —             |
| 1991  | 1/8 de finale    | Bo. Becker       | 2e tour (1/32)           | J. Courier               | 2e tour (1/32)  | C. van Rensburg | 2e tour (1/32)  | P. Sampras    |
| 1992  | 1/2 finale       | S. Edberg        | 3e tour (1/16)           | C. Costa                 | 1/8 de finale   | Bo. Becker      | 1/4 de finale   | M. Chang      |
| 1993  | 1/8 de finale    | C. Bergström     | 2e tour (1/32)           | P. Haarhuis              | 1/8 de finale   | J. Courier      | 1/8 de finale   | M. Chang      |
| 1994  | 1/8 de finale    | J. Courier       | 1er tour (1/64)          | A. Berasategui           | 1/4 de finale   | T. Martin       | 3e tour (1/16)  | A. Agassi     |
| 1995  | 2e tour (1/32)   | A. Krickstein    | 3e tour (1/16)           | À. Corretja              | 1/8 de finale   | J. Eltingh      | 1er tour (1/64) | J. Golmard    |
| 1996  | 2e tour (1/32)   | K. Kučera        | 1/8 de finale            | J. Courier               | 3e tour (1/16)  | M. Gustafsson   | 1er tour (1/64) | D. Nainkin    |
| 1997  | 1/8 de finale    | A. Costa         | 3e tour (1/16)           | P. Korda                 | 3e tour (1/16)  | C. Pioline      | 1/8 de finale   | M. Larsson    |
| 1998  | 2e tour (1/32)   | J. Björkman      | 3e tour (1/16)           | M. Ríos                  | 1/8 de finale   | R. Krajicek     | 1er tour (1/64) | G. Rusedski   |
| 1999  | 1/8 de finale    | K. Kučera        | 2e tour (1/32)           | S. Sargsian              | 1er tour (1/64) | A. Ilie         | 1er tour (1/64) | R. Fromberg   |
| 2000  | 1/8 de finale    | N. Kiefer        | 3e tour (1/16)           | N. Lapentti              | 1/8 de finale   | V. Voltchkov    | 2e tour (1/32)  | H. Arazi      |
| 2001  | 3e tour (1/16)   | A. Vinciguerra   | 1er tour (1/64)          | M. Ríos                  | 1er tour (1/64) | A. Stoliarov    | 1er tour (1/64) | V. Voltchkov  |
| 2002  | 1/4 de finale    | M. Safin         | 1er tour (1/64)          | P.-H. Mathieu            | 3e tour (1/16)  | T. Henman       | 1/8 de finale   | Y. El Aynaoui |
| 2003  | 1/2 finale       | A. Agassi        | 3e tour (1/16)           | R. Schüttler             | 1er tour (1/64) | K. Kučera       | 2e tour (1/32)  | R. Ginepri    |
| 2004  | 3e tour (1/16)   | D. Nalbandian    | 1er tour (1/64)          | J. Melzer                | 3e tour (1/16)  | F. Mayer        | 1er tour (1/64) | L. Hewitt     |

N.B. : à droite du résultat se trouve le nom de l'ultime adversaire.

### En double
| Année | Open d'Australie             | Open d'Australie           | Internationaux de France      | Internationaux de France | Wimbledon                 | Wimbledon                  | US Open                       | US Open                    |
| ----- | ---------------------------- | -------------------------- | ----------------------------- | ------------------------ | ------------------------- | -------------------------- | ----------------------------- | -------------------------- |
| 1990  | —                            | —                          | —                             | —                        | 1/8 de finale P. Norval   | R. Leach J. Pugh           | 1/8 de finale P. Norval       | G. Forget J. Hlasek        |
| 1991  | 1er tour (1/32) J. Eltingh   | P. Galbraith T. Witsken    | —                             | —                        | 1/2 finale P. Norval      | J. Frana L. Lavalle        | 2e tour (1/16) P. Norval      | H. J. Davids J. Eltingh    |
| 1992  | 2e tour (1/16) P. Norval     | P. Aldrich D. Visser       | 1/8 de finale P. Norval       | J. Grabb R. Reneberg     | 1er tour (1/32) P. Norval | D. Nargiso M. Rosset       | 1/8 de finale P. Norval       | T. Woodbridge M. Woodforde |
| 1993  | 1/8 de finale P. Norval      | J.-L. de Jager M. Ondruska | 2e tour (1/16) T. Witsken     | B. Pearce B. Talbot      | 1/8 de finale M. Stich    | J. Bates B. Black          | 1/8 de finale M. Stich        | M. Lucena B. MacPhie       |
| 1994  | 1er tour (1/32) J. Sánchez   | J. de Beer J.-L. de Jager  | —                             | —                        | 1/2 finale M. Stich       | T. Woodbridge M. Woodforde | 1/2 finale M. Knowles         | J. Eltingh P. Haarhuis     |
| 1995  | —                            | —                          | —                             | —                        | —                         | —                          | —                             | —                          |
| 1996  | 1/8 de finale I. Kafelnikov  | M. Knowles D. Nestor       | —                             | —                        | —                         | —                          | —                             | —                          |
| 1997  | —                            | —                          | 1er tour (1/32) D. Adams      | J. Eltingh P. Haarhuis   | —                         | —                          | 1/4 de finale D. Adams        | M. Bhupathi L. Paes        |
| 1998  | —                            | —                          | —                             | —                        | —                         | —                          | 1er tour (1/32) G. Ivanišević | J. Björkman P. Rafter      |
| 1999  | 2e tour (1/16) B. Black      | P. Galbraith P. Haarhuis   | 2e tour (1/16) B. Black       | G. Ivanišević J. Tarango | 1er tour (1/32) B. Black  | P. Albano T. Carbonell     | —                             | —                          |
| 2000  | 1/8 de finale I. Kafelnikov  | T. Woodbridge M. Woodforde | 1/4 de finale I. Kafelnikov   | T. Carbonell M. García   | 2e tour (1/16) M. Damm    | R. Federer A. Kratzmann    | 1/2 finale I. Kafelnikov      | E. Ferreira R. Leach       |
| 2001  | 1/8 de finale I. Kafelnikov  | J. Gimelstob S. Humphries  | 1er tour (1/32) I. Kafelnikov | J. Boutter F. Santoro    | 1/8 de finale R. Federer  | D. Johnson J. Palmer       | 2e tour (1/16) I. Kafelnikov  | M. Fish J. Morrison        |
| 2002  | 2e tour (1/16) I. Kafelnikov | J. Boutter A. Clément      | 2e tour (1/16) J.-M. Gambill  | M. Damm C. Suk           | 2e tour (1/16) D. Adams   | J. Eagle S. Stolle         | 1/8 de finale R. Leach        | M. Bhupathi M. Mirnyi      |
| 2003  | —                            | —                          | —                             | —                        | —                         | —                          | —                             | —                          |
| 2004  | 2e tour (1/16) R. Leach      | G. Etlis M. Rodríguez      | —                             | —                        | —                         | —                          | —                             | —                          |

N.B. : le nom du ou de la partenaire se trouve sous le résultat ; le nom des ultimes adversaires se trouve à droite.

## Parcours dans lesMasters 1000
| Année | Indian Wells            | Miami                     | Monte-Carlo               | Rome                        | Hambourg                  | Canada                      | Cincinnati                   | Stockholm puis Essen puis Stuttgart puis Madrid | Paris                       |
| ----- | ----------------------- | ------------------------- | ------------------------- | --------------------------- | ------------------------- | --------------------------- | ---------------------------- | ----------------------------------------------- | --------------------------- |
| 1991  | 1/8 de finale M. Chang  | 1/8 de finale D. Rostagno | —                         | 1/8 de finale E. Sánchez    | 1er tour M. Larsson       | —                           | 1/8 de finale P. Sampras     | —                                               | 2e tour A. Boetsch          |
| 1992  | 2e tour A. Chesnokov    | 2e tour W. Masur          | 1/8 de finale C.-U. Steeb | 2e tour C. Costa            | 2e tour R. Furlan         | —                           | 1er tour T. Champion         | 2e tour A. Boetsch                              | 2e tour J. Hlasek           |
| 1993  | Finale J. Courier       | 2e tour K. Thorne         | —                         | 1er tour C.-U. Steeb        | 1er tour J. Svensson      | 1/8 de finale R. Reneberg   | 1/8 de finale S. Edberg      | 2e tour M. Washington                           | 1er tour M. Gustafsson      |
| 1994  | 2e tour P. McEnroe      | 3e tour A. Krickstein     | 2e tour À. Corretja       | 1/8 de finale J. Courier    | —                         | 1/2 finale A. Agassi        | 1/8 de finale J. Stoltenberg | 1/8 de finale M. Larsson                        | 2e tour C. Pioline          |
| 1995  | 1/4 de finale A. Agassi | 1/4 de finale A. Agassi   | —                         | 1/2 finale T. Muster        | 1/4 de finale P. Sampras  | 1/8 de finale M. Wilander   | 1/8 de finale R. Furlan      | 2e tour A. Boetsch                              | 1/2 finale Bo. Becker       |
| 1996  | 1/4 de finale M. Ríos   | 2e tour H. Dreekmann      | —                         | 1/2 finale R. Krajicek      | 1/4 de finale M. Ríos     | Victoire T. Woodbridge      | 1/4 de finale T. Muster      | 2e tour R. Reneberg                             | 1/8 de finale M. Gustafsson |
| 1997  | 2e tour G. Kuerten      | 3e tour M. Philippoussis  | 2e tour C. Costa          | 1er tour M. Larsson         | 1/8 de finale S. Bruguera | 1/8 de finale I. Kafelnikov | 2e tour M. Chang             | —                                               | —                           |
| 1998  | 2e tour P. Rafter       | 1/8 de finale S. Campbell | 2e tour P. Korda          | 2e tour A. Berasategui      | 1/8 de finale A. Costa    | 1er tour M. Tebbutt         | 2e tour J. Siemerink         | 2e tour G. Ivanišević                           | 1er tour M. Rosset          |
| 1999  | 1er tour F. Clavet      | 2e tour H. Dreekmann      | —                         | 2e tour F. Santoro          | 1/8 de finale M. Ríos     | 1/8 de finale J. Courier    | 1er tour C. Woodruff         | 2e tour T. Haas                                 | 1er tour J. C. Ferrero      |
| 2000  | 2e tour P. Sampras      | 1/4 de finale G. Kuerten  | 2e tour C. Ruud           | 1er tour M. Chang           | 1/8 de finale G. Kuerten  | 1/2 finale M. Safin         | 1er tour A. Agassi           | Victoire L. Hewitt                              | 1/8 de finale À. Corretja   |
| 2001  | 1er tour T. Dent        | 2e tour B. Ulihrach       | 1er tour J. Björkman      | 1/4 de finale J. C. Ferrero | 1er tour F. Vicente       | 1er tour A. Vinciguerra     | 1er tour S. Schalken         | 1/4 de finale L. Hewitt                         | 1er tour C. Rochus          |
| 2002  | 1er tour A. Savolt      | 1er tour M. Hipfl         | —                         | 1/8 de finale A. Roddick    | 2e tour Y. El Aynaoui     | 1er tour P. Sampras         | 1/8 de finale A. Roddick     | —                                               | —                           |
| 2003  | 1er tour M. Mirnyi      | 3e tour N. Lapentti       | 2e tour C. Moyà           | 2e tour R. Schüttler        | 1/4 de finale A. Calleri  | 1er tour W. Black           | 1er tour J. Blake            | 2e tour J. C. Ferrero                           | 1er tour V. Hănescu         |
| 2004  | 2e tour G. Gaudio       | 2e tour G. Coria          | —                         | —                           | —                         | —                           | —                            | —                                               | —                           |

N.B. : sous le résultat se trouve le nom de l’ultime adversaire.